# Lluís Quílez
Lluís Quílez Sala (Barcelona, 8 de diciembre de 1978) es un director, guionista y productor de cine español conocido por escribir y dirigir el largometraje Bajocero y el cortometraje Graffiti. 

## Biografía
En 1998 inició sus estudios cinematográficos en la Escuela Superior de Cine y Audiovisuales de Cataluña (ESCAC). Allí se graduó en la especialidad de Dirección Cinematográfica con el cortometraje El siguiente (2003), protagonizado por Alberto Jiménez con el que obtiene una veintena de premios entre los que destaca el Méliès d'Argent en el Luxembourg Cinénygma International Film Festival.
Al acabar sus estudios inicia una etapa multidisciplinar en la que compagina las ayudantias de dirección con la realización de making of o la dirección de 2a unidad de varios largometrajes de ficción. Paralelamente escribe y dirige su segundo cortometraje, Avatar que se estrenó a finales del 2005 y que relata una angustiosa relación de pareja en tono de thriller psicóligico. Una mujer cuida de un hombre paralítico. Como cada mañana aprovecha para realizar las rutinarias tareas del hogar, mientras llena la bañera para asearlo. Pero hoy, el cuerpo del hombre resbala, quedando hundido y solo en el baño. El grifo sigue abierto, y el nivel del agua sube irremediablemente. A partir de aquí se desata la catástrofe. Protagonizado por Sebastian Haro y Rosana Pastor el cortometraje se alzó con más de 60 premios internacionales entre los que destacan los conseguidos en los festivales de Bermuda, Melbourne, Los Ángeles, Slamdance, Lille, Huesca, Alcala, Aguilar de Campoo o Medina del Campo además de volver a ganar el Méliès d'Argent y conseguir calificarse para los Oscars de la Academia de Hollywood.
En 2009 dirige tu tercer cortometraje, Yanindara estrenado en la jornada inaugural del Festival de cine fantástico y de terror de Sitges. El argumento: un poblado gitano. Inmigrantes rumanos que han acampado sus caravanas y tiendas en las afueras de una ciudad cualquiera. Huele a sudor, animales y polvo. Un coche llega. De su interior baja un extraño. Va en busca de un milagro. Va en busca de Yanindara. Una historia protagonizada por no-actores de etnia gitana-romaní y que repite los buenos resultados anteriores cosechando más de 40 premios en festivales internacionales.
En 2014 dirige su primer largometraje de ficción como director, Out of the Dark con guion de los hermanos Pastor y Javier Gullón y producido por Participant Media, Dynamo, Apaches Entertainment, Cactus Flower y XYZ Films. Se trata de un thriller fantástico rodado en Colombia y protagonizado por Julia Stiles, Scott Speedman y Stephen Rea. Vertical Entertainment  lanzó la película en una proyección teatral limitada el 27 de febrero de 2015 en los Estados Unidos tras su paso por el festival Tribeca de NY.
En 2015 funda la productora Euphoria Productions con la que produce su cuarto cortometraje como director, Graffiti. Rodado en la ciudad fantasma de Prypiat (Chernobil - Ukrania) en pleno invierno y protagonizado por Oriol Pla cuenta la historia de un último superviviente a una misteriosa catástrofe que ha sobrevivido en la más extrema soledad durante sus últimos 7 años de vida. Estrenado en el Festival de cine fantástico y de terror de Sitges donde resultó premiado, acaba obteniendo 50 premios internacionales entre los que cabe destacar, de nuevo, el Méliès d’Argent, el premio Forqué así como las nominaciones al Goya y Gaudí y ser finalista en los Oscars de la Academia de Hollywood formando parte de la selecta shortlist que destaca los 10 trabajos más importantes del año a nivel mundial en 2017.
En 2017 Lluís Quílez es considerado por la revista Variety como uno de los cineastas catalanes de la nueva ola a seguir y también estrena su último cortometraje como director, 72% una distopia socio-ambiental sobre la escasez del agua. Estrenado en el Festival de cine de Gijón se encuentra bajo demanda en la plataforma Movistar +.
Desde Euphoria Productions, paralelamente a su carrera como director, inicia una línea de producción de cortometrajes a jóvenes valores del panorama nacional con El Iluso de Guillem Almirall y Gigi 33 de Pol Armengol ambos estrenados en 2019 y 2020 sucesivamente. 
El 29 de enero de 2021 estrena su segundo largometraje como director, Bajocero. Producido por Netflix se trata de un thriller de acción coescrito con Fernando Navarro y protagonizado por Javier Gutiérrez, Karra Elejalde, Luis Callejo y Patrick Criado. Bajocero, en tan sólo un mes desde su lanzamiento, consigue convertirse en la película de lengua de habla no-inglesa más vista de la plataforma, liderando el ranking en más de cincuenta países y llegando a más de 46 millones de hogares, lo que significa más de 100 millones de espectadores en todo el mundo.

## Actividad docente
Desde el 2010 ha compaginado su carrera como director con la docencia, siendo profesor de la ECIB y de la ESCAC en la especialidad de guion y dirección, además de impartir puntualmente seminarios y masterclass en diversas universidades nacionales. 

## Filmografía
- El siguiente (2004/ Cortometraje)
- Avatar (2005/ Cortometraje)
- Yanindara (2009 / Cortometraje)
- Out of the Dark (2014 / Largometraje)
- Graffiti (2015 / Cortometraje)
- 72% (2017 / Cortometraje)
- Bajocero (2021 / Largometraje)
- Mano de hierro (2024 / Serie de TV)
- Elegido (2026 / Largometraje)